# Feliciano de Oliveira Penna
Feliciano de Oliveira Penna foi um político brasileiro do estado de Minas Gerais. Foi deputado estadual em Minas Gerais pelo PR de 1947 a 1951.